# Liste der Kulturdenkmäler in Friedewald (Westerwald)
In der Liste der Kulturdenkmäler in Friedewald sind alle Kulturdenkmäler der rheinland-pfälzischen Ortsgemeinde Friedewald aufgelistet. Grundlage ist die Denkmalliste des Landes Rheinland-Pfalz (Stand 4. Mai 2023).

## Denkmalzonen
| Bezeichnung          | Lage                                                        | Baujahr | Beschreibung | Bild            |
| -------------------- | ----------------------------------------------------------- | ------- | --- | --------------- |
| Denkmalzone Ortskern | Schloßstraße 1 und 2, Im Flecken 1-23, Am Untertor 1–4 Lage |         | in seinen Strukturen und in großen Teilen seiner Bebauung erhaltener historischer Ortskern mit Schloss, Resten der Stadtbefestigung sowie der ursprünglich ummauerten Siedlung mit ehemaligen Schule und den regellos beidseitig der Straße angeordneten Wohnhäusern und Quereinhäusern bzw. Streckhöfen | Fotos hochladen |

## Einzeldenkmäler
| Bezeichnung                             | Lage                                         | Baujahr                  | Beschreibung | Bild                           |
| --------------------------------------- | -------------------------------------------- | ------------------------ | --- | ------------------------------ |
| Stadtbefestigung                        | Lage                                         | nach 1324                | im Osten und Westen niedrige Mauerteile der bald nach 1324 errichteten Stadtbefestigung; nordöstlich Rest eines runden Bruchsteinturms                                     | Fotos hochladen                |
| Wohnhaus                                | Im Flecken 3 Lage                            | 17. oder 18. Jahrhundert | Fachwerkhaus, verkleidet und verschiefert, wohl aus dem 17. oder 18. Jahrhundert                                                                                           | Fotos hochladen                |
| Wohnhaus                                | Im Flecken 4 Lage                            | 17. Jahrhundert          | Fachwerkhaus, teilweise massiv und verschiefert, 17. Jahrhundert | weitere Bilder Fotos hochladen |
| Wohnhaus                                | Im Flecken 5 Lage                            | 18. Jahrhundert          | Fachwerkhaus, teilweise verkleidet, 18. Jahrhundert | Fotos hochladen                |
| Hofanlage                               | Im Flecken 15 Lage                           | 17. oder 18. Jahrhundert | Wohnhaus eines Streckhofs: Fachwerkbau, verkleidet und verschiefert, wohl aus dem 17. oder 18. Jahrhundert; Gesamtanlage mit Fachwerkscheune, teilweise massiv, verkleidet | Fotos hochladen                |
| Grundschule Friedewald                  | Kaiser-Ludwig-Straße 2 Lage                  | um 1925                  | Krüppelwalmdachbau, teilweise verschiefert, wohl um 1925 | weitere Bilder Fotos hochladen |
| Wohnhaus                                | Kaiser-Ludwig-Straße 6 Lage                  | 1912                     | Wohnhaus, teilweise Zierfachwerk, teilweise verschiefert, bezeichnet 1912                                                                                                  | Fotos hochladen                |
| Schulhaus                               | Schloßstraße 1 Lage                          | 1819 ff.                 | ehemalige Schule; Krüppelwalmdachbau, Fachwerk, teilweise verschiefert, 1819 ff.                                                                                           | Fotos hochladen                |
| Schloss Friedewald                      | Schloßstraße 2 Lage                          | 1580                     | um 1320 gegründete Burg der Grafen von Sayn, Hauptgebäude bezeichnet 1580 und 1582, Erweiterungsbauten 1609, ab 1865 Wiederaufbau                                          | weitere Bilder Fotos hochladen |
| Denkmal                                 | Schloßstraße, Ecke Kaiser-Ludwig-Straße Lage | um 1900                  | Denkmal für Kaiser Ludwig den Bayern, Entwurf A. Quirbach, Betzdorf, um 1900                                                                                               | weitere Bilder Fotos hochladen |
| Grablege der Friedewalder Schlossherren | östlich des Ortes am Berghang Lage           | um 1900                  | Gesamtanlage mit Wegeführung, Eingangstor, Gruft mit Engel, zwei Grabdenkmäler, um 1900                                                                                    | weitere Bilder Fotos hochladen |